# Dolní Brusnice
Obec Dolní Brusnice (německy Nieder Prausnitz) se nachází v okrese Trutnov, kraj Královéhradecký. Žije zde 385 obyvatel. Obec leží severozápadně od Dvora Králové nad Labem, na Brusnickém potoku, východně od vrchu Zvičiny. Nejvyšším místem je vrch Kozel (557 m), nejnižším místem je hladina Lesa Království, kolem 315 metrů nad mořem.
Dolní Brusnice sousedí s obcemi Bílá Třemešná, Třebihošť, Horní Brusnice, Mostek a Nemojov.

## Historie
První písemná zmínka o obci pochází z roku 1358. V roce 1938 byla obec součástí území postoupeného nacistickému Německu.

## Pamětihodnosti
- Vodní mlýn č.p. 11

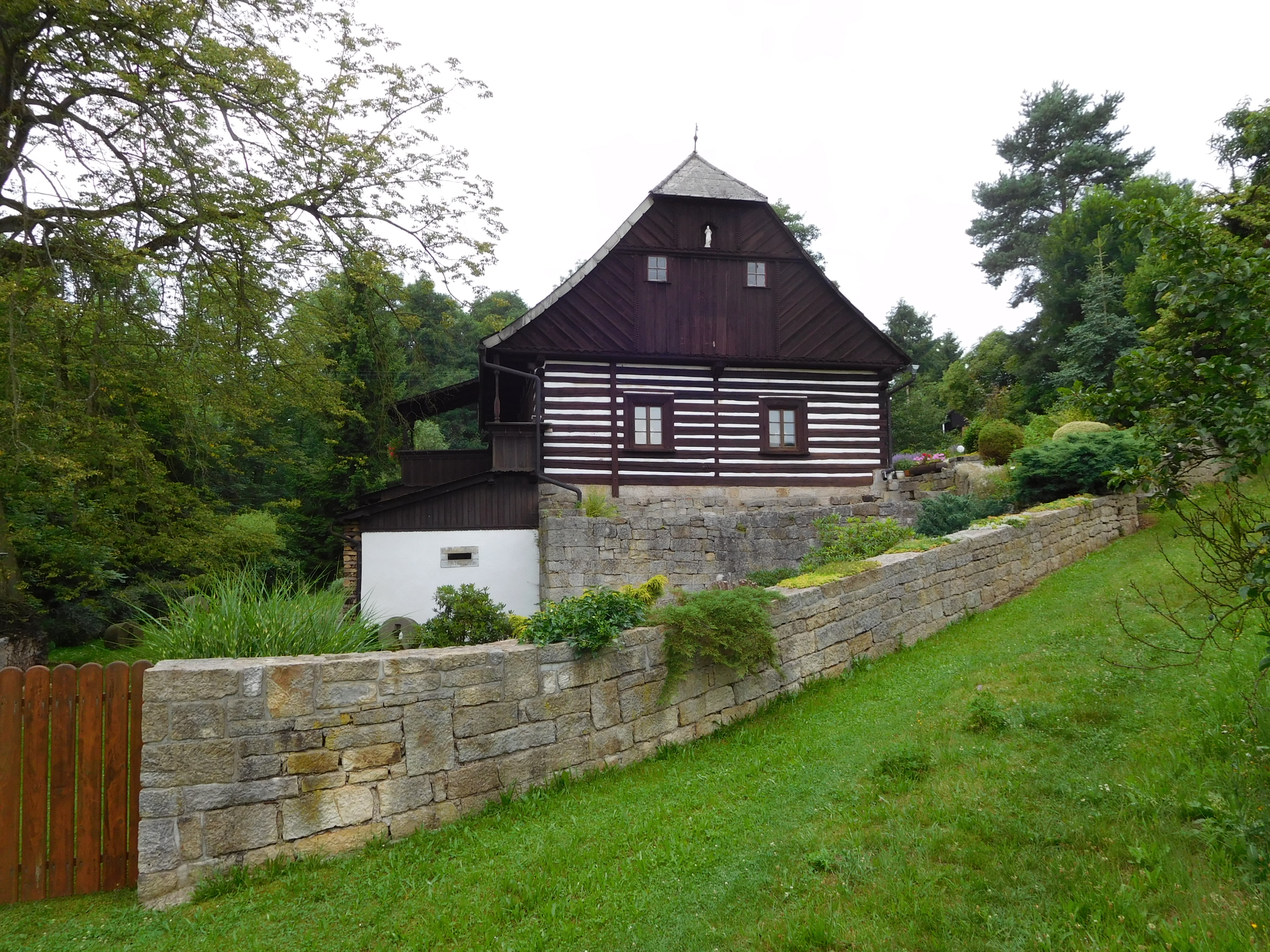
Vodní mlýn (č.p.11)
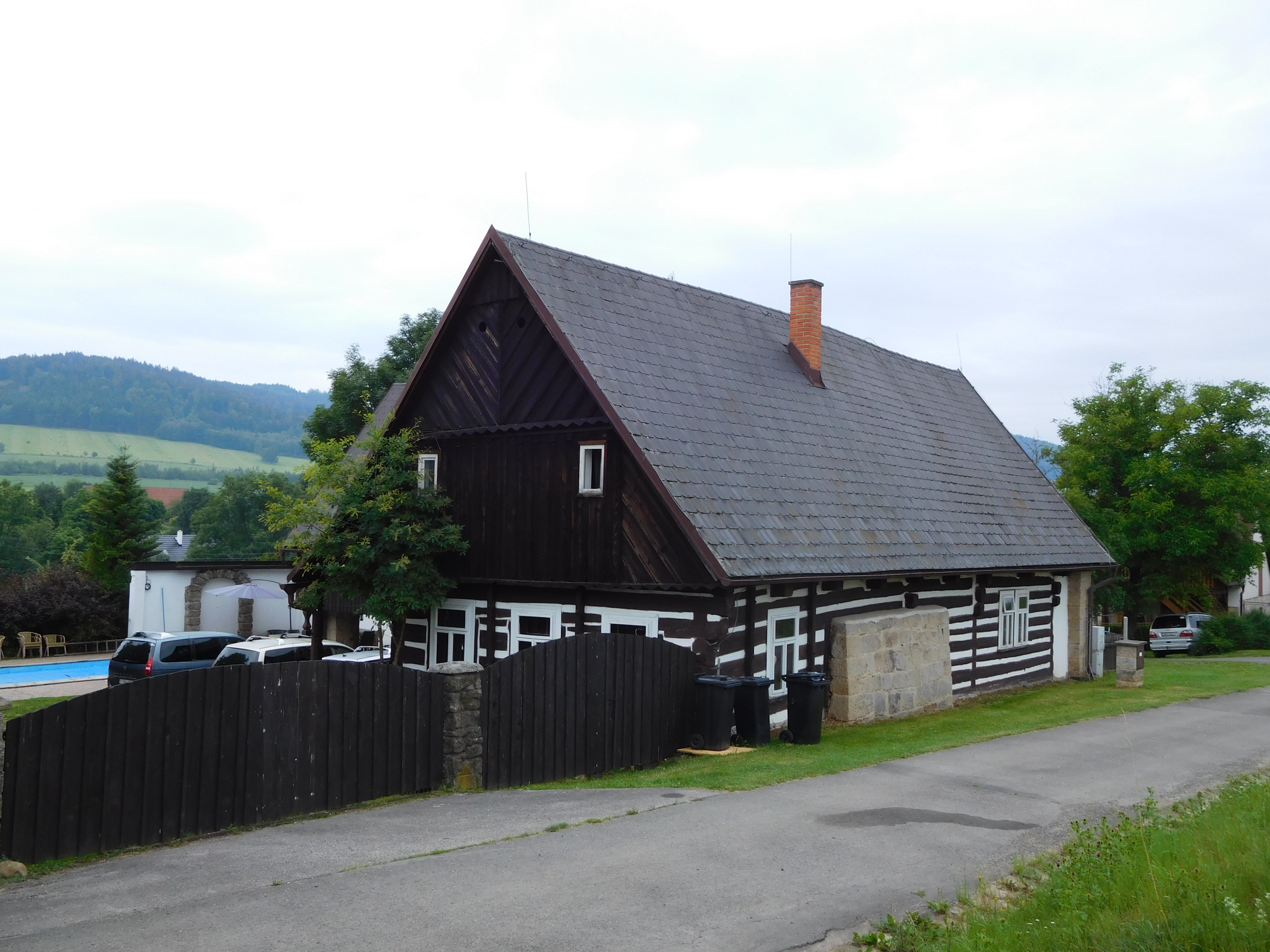
Venkovská usedlost (č.p.77)
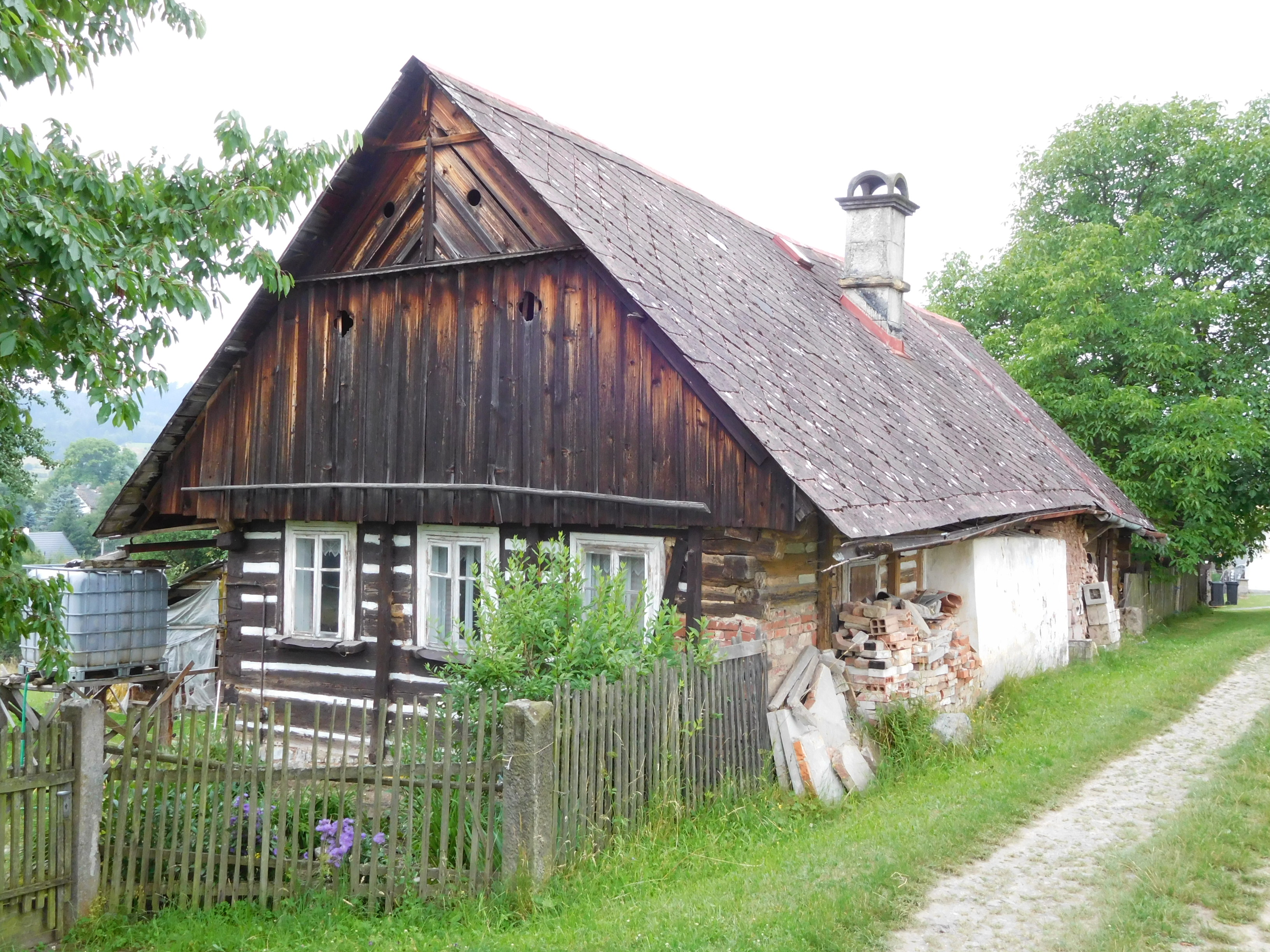
Venkovská usedlost (č.p.14)
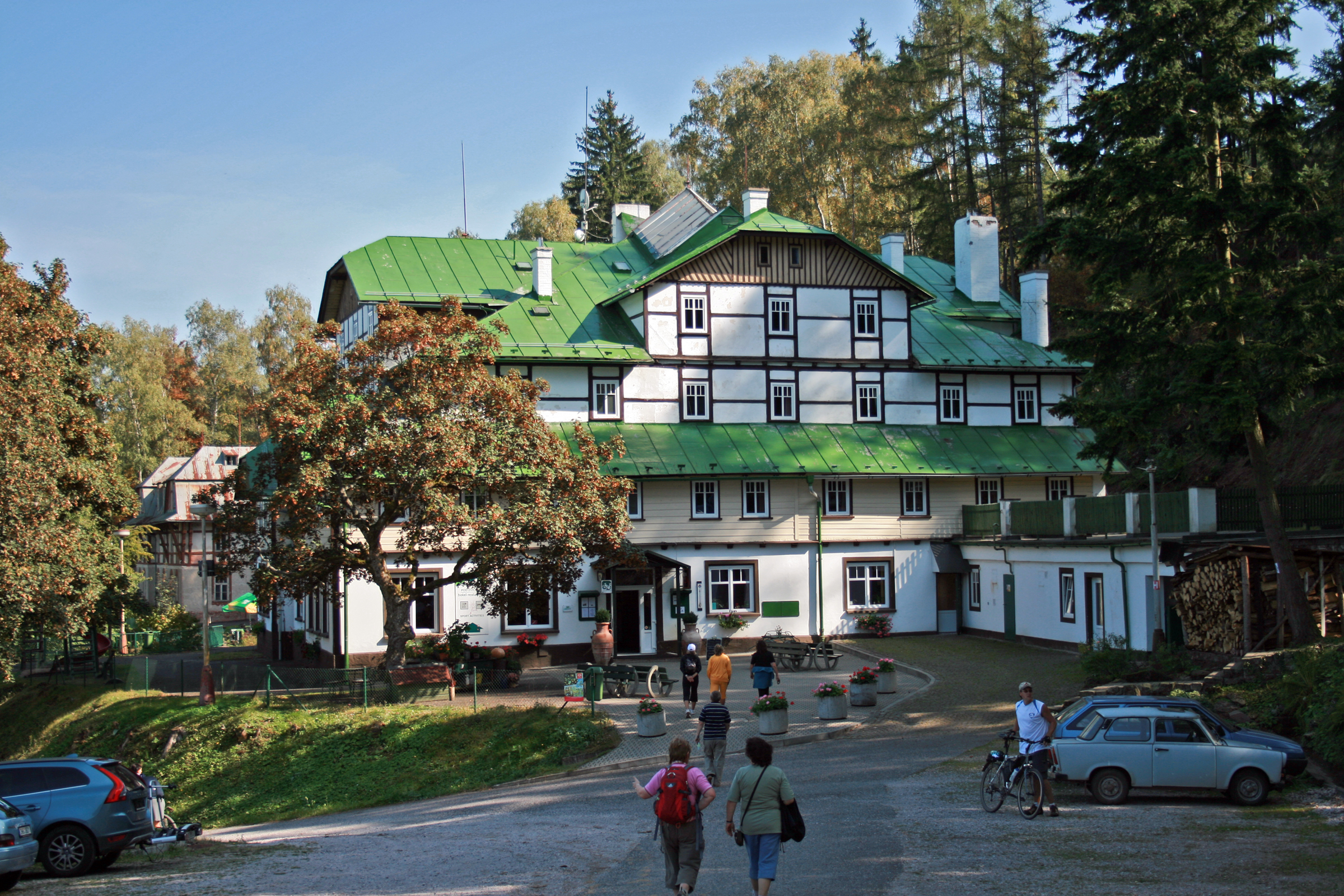
Hotel Pod Zvičinou (č.p.96)
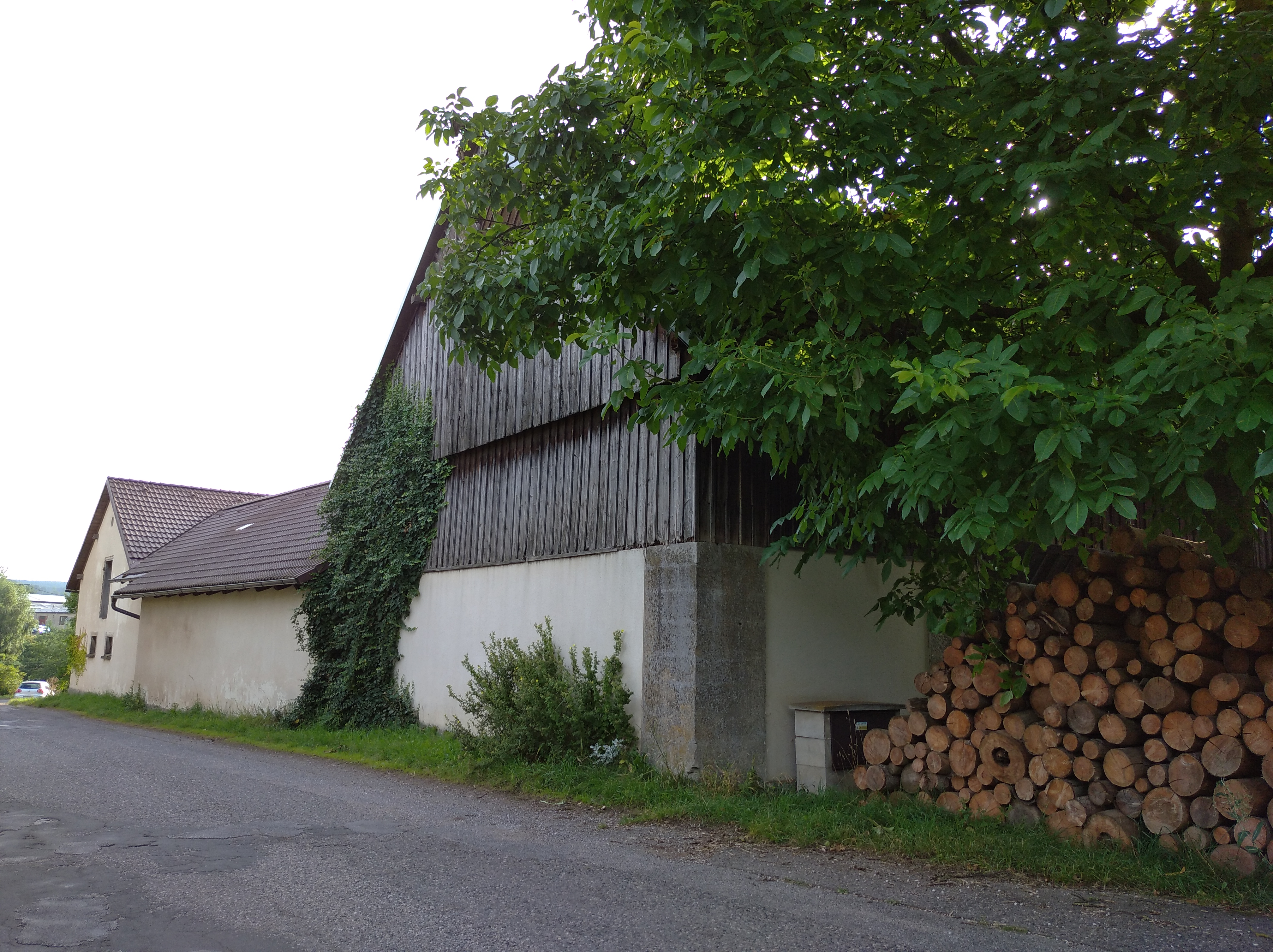
Hospodářská usedlost (č.p.47)